# 192 pr. n. št.

## Dogodki
- začetek prve sirske vojne Rimljanov